# Voïvodie de Cracovie

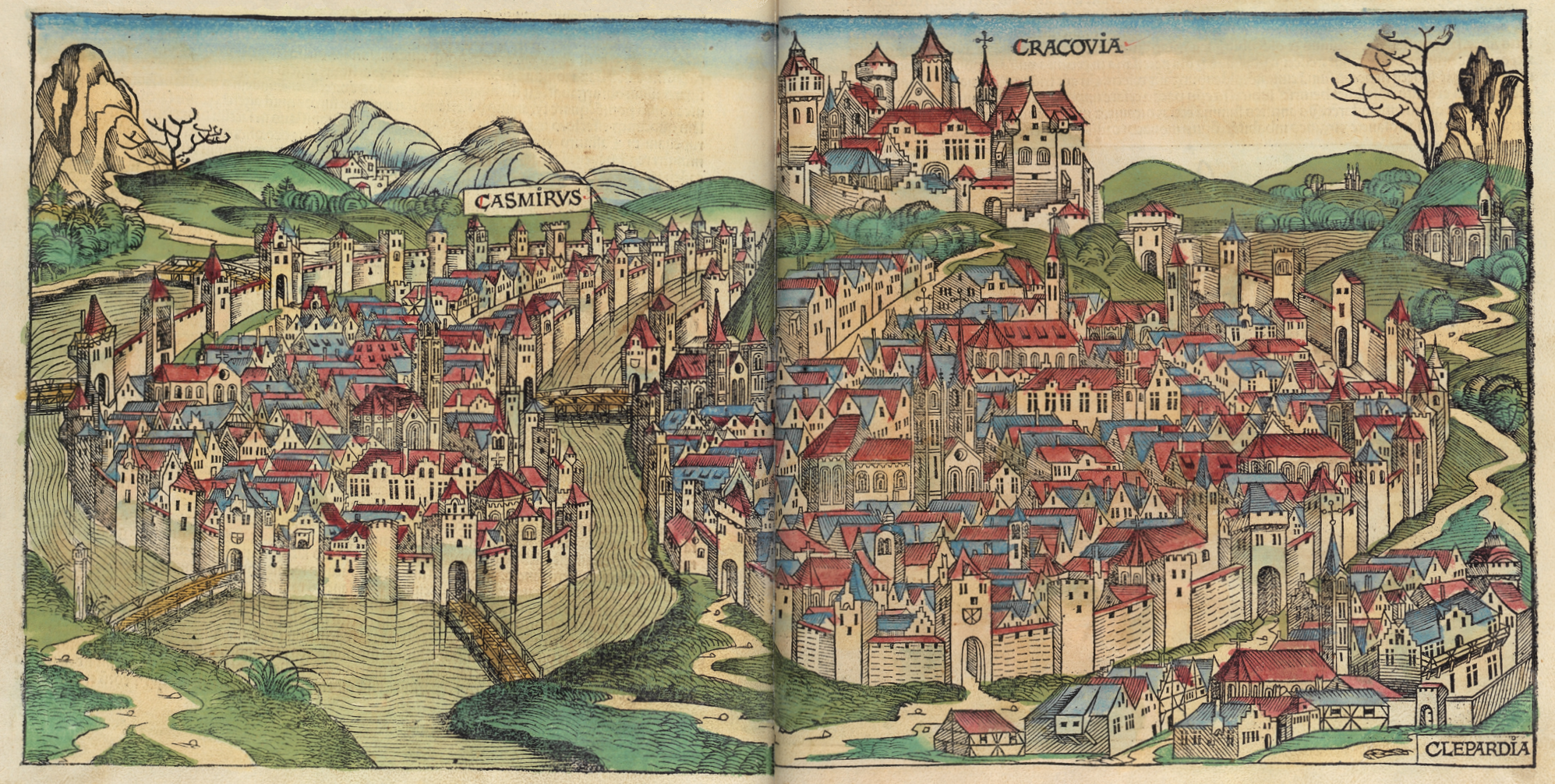
Vue de Cracovie au XV.

La voïvodie de Cracovie, en polonais Województwo krakowskie, est une ancienne division administrative polonaise.

## DuXIVesiècleà 1793

La voïvodie de Cracovie au sein de la République des deux nations.

Aussi appelée en français palatinat de Cracovie (en latin Palatinatus Cracoviensis), elle était une division administrative du royaume de Pologne, puis de la république des Deux Nations du XIVe siècle jusqu'aux partitions de la Pologne en 1772–1795. Elle faisait partie de la province de Petite-Pologne.
La voïvodie de Cracovie est issue du duché de Cracovie, érigée par le testament de Boleslas III Bouche-Torse (1138). Selon Zygmunt Gloger, c'était l'une des provinces les plus riches du Royaume de Pologne, avec des mines de sel à Bochnia et Wieliczka, des mines d'argent et de plomb à Olkusz, et un sol très fertile autour de Proszowice. Ses frontières ont peu changé au fil des siècles. En 1457, le duché d'Oświęcim fut incorporé à la voïvodie ; en 1564 ce fut le cas du duché de Zator, et en 1790, du duché de Sievers.
En 1793, à la suite du deuxième partage de la Pologne et des décisions de la diète de Grodno, la voïvodie de Cracovie est refondue ; elle ne compte plus que trois powiats. 

### Infos en bref
- Siège du voïvode : Cracovie

Blason de la voïvodie de Cracovie.

- Lieu de réunion des sejmiks : Proszowice
- Siège du conseil régional : Nowy Korczyn
- Superficie : 19 028 km2
- Population : 320 000 (1606)
- Langues officielles : polonais, latin

Subdivisions : d'abord 3, puis 7 powiats (à partir du XVIe siècle
- Powiat de Proszowice
- Powiat de Lelów
- Powiat de Szczyrzyc
- Powiat de Książ Wielki
- Powiat de Nowy Sącz
- Powiat de Biecz
- Powiat de Silésie, partagé entre les duchés de Zator et d'Oświęcim

## De 1793 à 1795

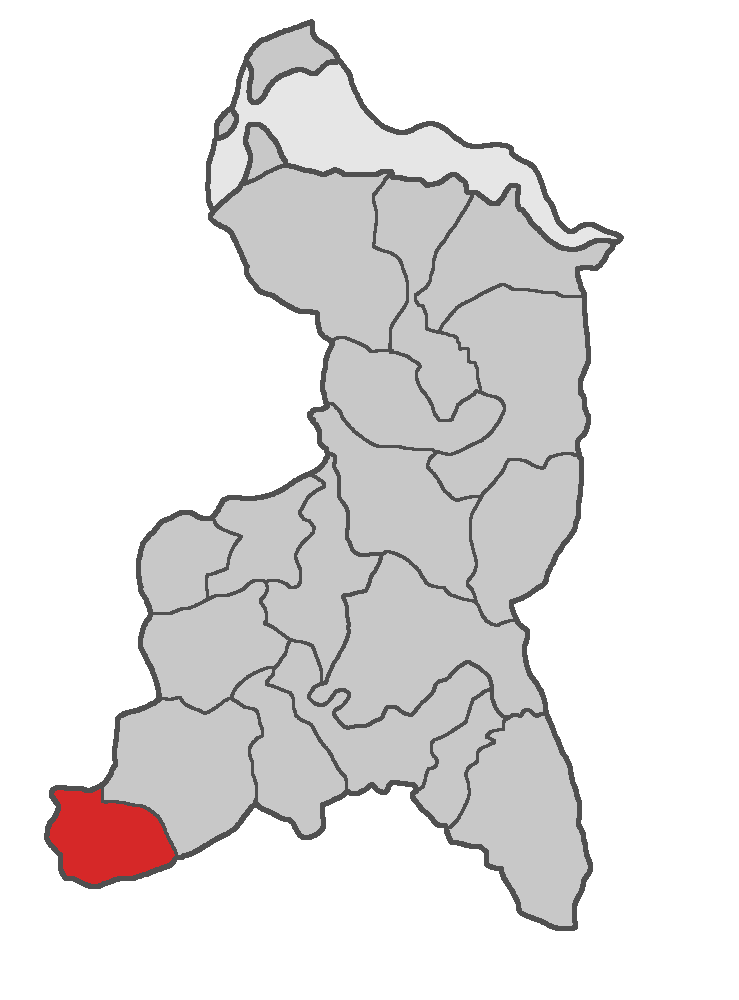
La voïvodie de Cracovie de 1793 à 1795.

À la suite de la Diète de Grodno et du deuxième partage de la Pologne, les voïvodies sont refondues. La voïvodie de Cracovie, qui avait déjà perdu des territoires à la suite du premier partage, se décompose désormais en trois ziemias :
- Cracovie (qui comprend elle-même l'ex-duché de Sievers, incorporé en 1790) ;
- Proszowice
- Żarnowiec

En 1795, à la suite du troisième partage de la Pologne, l'Autriche annexe ce qui reste de la voïvodie de Cracovie ; à l'exception de la région de Sieviers, qui passe à la Prusse.

## De 1816 à 1837
À la suite de la création du royaume du Congrès, la voïvodie de Cracovie fut recrée en 1816 sur la base de l'ancien département de Cracovie du duché de Varsovie. Malgré son nom, la ville de Cracovie n'en faisait pas partie : celle-ci resta une ville-libre jusqu'au soulèvement de 1846. Le chef-lieu de la voïvodie était alors Miechów, puis Kielce. En 1837, elle fut transformée en gouvernement de Cracovie ; avant d'intégrer en 1844 le gouvernement de Radom.

## De 1921 à 1939

La voïvodie de Cracovie de 1921 à 1939.

La voïvodie fut recréée de 1921 à 1939 par la seconde République de Pologne. Elle était divisée en 18 districts (powiats).

## Occupation allemande (1939-1945)
Le district de Cracovie était l'un des 4 premiers districts administratifs créés par les nazis après l'occupation allemande de la Pologne pendant la Seconde Guerre mondiale. Il est l'un des quatre district formant le Gouvernement général de Pologne, dont la capitale était justement Cracovie.
Le gauleiter nazi Hans Frank avait sa résidence à Cracovie dans le château du Wawel.

## De 1945 à 1975

La voïvodie de Cracovie de 1945 à 1975.

La République populaire de Pologne reconstitua cette division (pl) jusqu'en 1975, où elle fut éclatée entre les voïvodies de Cracovie, de Tarnów, de Nowy Sącz et, partiellement, entre celles de Bielsko-Biała, de Katowice et de Kielce.

## De 1975 à 1998
Lors de la réorganisation administrative de 1975 de la république populaire, la voïvodie de Cracovie fut recréée une cinquième fois, sous le nom de voïvodie métropolitaine de Cracovie (de 1975 à 1984). Elle fut dissoute par la Troisième République lors de la réforme de 1998, et intégrée à la voïvodie de Petite-Pologne.